# Грубеёль (приток Кемпажа)
Грубеёль (устар. Грубе-Иоль) — река в Берёзовском районе Ханты-Мансийского автономного округа. Устье реки находится в 139 км по правому берегу реки Кемпаж. Длина реки составляет 22 км.

## Данные водного реестра
По данным государственного водного реестра России относится к Нижнеобскому бассейновому округу, водохозяйственный участок реки — Северная Сосьва, речной подбассейн реки — Северная Сосьва. Речной бассейн реки — (Нижняя) Обь от впадения Иртыша.
Код водного объекта в государственном водном реестре — 15020200112115300027346.